# Шадринка (Слободо-Туринский район)
Шадринка — деревня в Слободо-Туринском районе Свердловской области России, входит в состав муниципального образования «Слободо-Туринское сельское поселение». 

## Географическое положение
Деревня Шадринка муниципального образования «Слободо-Туринского района» Свердловской области расположена в 32 километрах (по автотрассе в 45 километрах) к юго-востоку от села Туринская Слобода, на левом берегу реки Тегень (левый приток реки Тура). В деревне расположено озеро-старице Шадринское. В половодье автомобильное сообщение с деревней затруднено.

## История деревни
В настоящее время деревня входит в состав муниципального образования «Слободо-Туринское сельское поселение».

## Население
| 2002 | 2010 | 2021 |
| ---- | ---- | ---- |
| 78   | ↘70  | ↘51  |